# تضيق الصمام الرئوي
تضيق الصمام الرئوي (بالإنجليزية: Pulmonary valve stenosis)‏ هو مرض يُصيب الصمام الرئوي، حيث يتواجد تضيق في طريق مرور الدم من البطين الأيمن للقلب إلى الوريد الرئوي. يؤدي هذا النوع من التضيق إلى هبوط كمية الدم الواصلة إلى الرئة.

## الأعراض والعلامات
- نفخة قلبية.
- زرقة.
- ضيق النفس.
- دوخة.
- ألم علوي في الصدر.

## السبب
نسبة عالية من أسباب تضيق الصمام الرئوي خلقية، إذ تحدث إعاقة في تدفق الدم ضمن البطين الأيمن (أو انسداد فيه). ينقسم السبب بدوره إلى: صمامي أو خارجي أو داخلي (مكتسب).

## الفيزيولوجيا المرضية
تشمل الفيزيولوجيا المرضية لتضيق الصمام الرئوي زيادة كبيرة في سماكة شرفتي الصمام (فلا تنفصل إحداها عن الأخرى)، ما قد يؤدي إلى ارتفاع ضغط الرئة وفرط ضغط الدم الرئوي. هذا لا يعني أن السبب دائمًا خلقي.
قد تطرأ تغيرات بنيوية على البطين الأيسر، وتكون نتيجة مباشرة لتضخم البطين الأيمن. بمجرد إزالة الانسداد، يمكن أن يعود (البطين الأيسر) إلى حالته الطبيعية.

## التشخيص
يمكن تشخيص تضيق الصمام الرئوي عن طريق تخطيط صدى القلب، بالإضافة إلى مجموعة متنوعة من الوسائل الأخرى من بينها: الموجات فوق الصوتية، بحيث يتم تصوير حجرات القلب في الرحم (قبل الولادة) إذ يكون الصمام ثلاثي الشرفات سميكًا (أو بسبب رباعية فالو، ومتلازمة نونان، وغيرها من العيوب الخلقية) وفي مرحلة الطفولة، يمكن أن يكشف تسمع القلب عن وجود لغط.
فيما يلي بعض الحالات التي يجب الاستقصاء عنها (في تشخيص تضيق الصمام الرئوي):
- تضيق القمع
- التضيق الرئوي فوق الصمام
- تضيق الصمام الرئوي نتيجة خلل التنسج